# John Orlando Parry
Pour les articles homonymes, voir Parry.
John Orlando Parry, né le 3 janvier 1810 – mort le 20 février 1879, est un acteur, pianiste, artiste, comédien et chanteur anglais.

## Biographie

### Jeunesse
Parry, fils unique du musicien gallois John Parry (en) (connu sous le nom Bardd Alaw), naît à Londres et, encore jeune, apprend de son père comment chanter, jouer de la harpe et du piano. Il étudie également la harpe auprès de Nicolas-Charles Bochsa. Il paraît en mai 1825 comme interprète de pièces pour harpe sous le nom de Maître Perry. Il fait ses débuts comme chanteur baryton le 7 mai 1830 au Hanover Square Rooms à Londres, à l'occasion d'un concert de Franz Cramer et chante avec beaucoup de succès Arm, arm, ye brave! de Haendel.
Parry est également illustrateur et artiste.
Après avoir reçu des leçons de musique sacrée et classique de George Smart, il est réclamé comme chanteur aux concerts anciens et philharmoniques et aussi à des festivals de musique en ville et dans les provinces. Sigismund Neukomm compose Napoleon's Midnight Review et plusieurs autres chansons à son attention mais il excelle dans les ballades simples. En 1833, il visite l'Italie et reçoit des instructions de Luigi Lablache à Naples où il réside quelque temps. À Posilippo, il donne un concert dans un théâtre appartenant à l'impresario Domenico Barbaia, concert dont la seconde partie comprend un burlesque sur Othello avec Lablache dans le rôle de Brabantio (en). Calvarola celui du Maure et Parry celui de Desdémone habillé à la Vestris et chante Cherry Ripe. Il se produit aussi en présence du roi et de la reine du royaume des Deux-Siciles et donne des imitations de Lablache, Rubini et Maria Malibran dans un faux trio italien.
Il retourne en Angleterre en 1834 après avoir amélioré sa connaissance de la langue italienne. Le 30 juin 1835, il épouse Anne Combe, la fille de Henry Combe, un chirurgien. Ils ont une fille, Maria. En juillet 1836, il donne son premier concert caritatif au Hanover Square Rooms où Malibran chante pour lui et où il la rejoint dans le duo When a little farm we keep de Mazzinghi. Convaincu de s'essayer à la scène, il se produit le 29 septembre 1836 au St James's Theatre (en), alors tout juste construit par John Braham, le vieil ami de son père, dans un burletta intitulé The Sham Prince, écrit et composé par son père. Il est bien reçu et le 6 décembre de la même année, paraît dans Delicate Attentions de John Poole (en) et dans un autre burletta, The Village Coquettes, écrit par Charles Dickens sur une musique de John Pyke Hullah. Par la suite il demeure une brève saison au Olympic Theatre (en). En 1839, Parry est reconnu comme chanteur comique et en 1840 compose un opéra comique intitulé Wanted, a Governess.

### Divertissements Concert room et German Reed
En 1842 il abandonne la scène pour la salle de concert et chante avec Anna Thillon et Josef Staudigl (en) des pièces écrites expressément à son attention par Albert Smith. Parry accompagne ensuite Camillo Sivori, Franz Liszt, Sigismund Thalberg et autres dans une tournée de concerts dans tout le Royaume-Uni et ses capacités en tant que pianiste et son originalité en tant que chanteur de buffo sont largement reconnues. En 1849, Albert Smith écrit un divertissement intitulé Notes Vocal and Instrumental que Parry produit le 25 juin 1850 au Store Street Music Hall, Bedford Square à Londres et illustre de grandes aquarelles de sa main. Ce divertissement lui est l'occasion de se livrer à un monologue, de chanter de différentes voix, de jouer du piano et de procéder à de rapides changements de costumes. Le divertissement s'avère plus acceptable pour le public que toutes les performances d'une plume unique depuis l'époque de Charles Mathews (en). Il se produit ensuite au Crosby Hall de Bishopsgate Street, au Willis's Rooms de King Street à St. James's et dans les provinces. Le 17 août 1852, il présente un nouveau divertissement en solo à Store Street intitulé The Portfolio for Children of all Ages qu'il interprète avec beaucoup de succès jusqu'au mois d'août 1853. Toutefois, les contraintes de ces engagements s'avèrent excessives et il souffre d'aliénation mentale pendant un certain temps. Lorsqu'il a quelque peu récupéré, il devient organiste de la St. Jude's Church à Southsea et donne des leçons de chant.
Le 4 juin 1860, il rejoint Thomas German Reed et son épouse à la Royal Gallery of Illustration de Regent Street à Londres. Il s'y produit pendant près de neuf ans, présentant une série d'imitations et monologues musicaux qui inspirent d'autres comédiens dont George Grossmith. Il construit des sketches comiques avec des illustrations musicales autour de ses propres chansons comiques. Il écrit ces divertissements, compose sa propre musique et interprète ses propres accompagnements.

### Retraite
Le 15 juillet 1869, une prestation gracieuse lui est offerte par un éminent parti d'amateurs au Lyceum Theatre et le 7 février 1877 il donne une prestation d'adieu au Théâtre Gaiety (en) qui rapporte 1 300 £. Ses dernières années sont assombries par la perte en 1877 de la plus grande partie de ses quarante ans d'économies en raison de détournements de son avocat,
Mort chez sa fille à Pembroke Lodge, east Molesey (en) dans le comté du Surrey à l'âge de 69 ans, il est enterré au cimetière d'East Molesey. Une portrait miniature de Parry par Maclise est en possession de Horace N. Pym, Esq.

## Œuvres
Parry compose de nombreuses chansons et ballades qu'il interprète toutes dans ses propres divertissements. Les titres suivants ont été imprimés : Wanted, a Governess (1840), Fair Daphne (1840), Anticipations of Switzerland (1842), The Accomplished Young Lady (1843), My déjeuner à la Fourchette (1844), The Polka explained (1844), Fayre Rosamond (1844), Matrimony (1845), Young England (1845), Miss Harriet and her Governess (1847), The Flying Dutchman (1848), Coralie (1853), Charming Chloe Cole (1854), Oh, send me not away from home (1854), Little Mary of the Dee (1855), In lonely bow'r bemoans the turtle dove (1855), The Tyrolese Fortune-teller (1867), Bridal Bells (1868), Cupid's Flight (1868), Don't be too particular (1868), Take a bumper and try (1874) et The Musical Wife (1878).
Duos : Fond Memory (1855), A B C (1863), Tell me, gentle stranger (1863), We are two roving minstrels (1864) et Flow, gentle Deva (1872). Il écrit également les glees Come, fairies, trip it on the grass (avant 1851) et Oh! it is that her lov'd one's away (1853), Parables set to Music, trois pièces (1859) en plus de nombreuses pièces pour piano dont beaucoup de polkas.
Le Melodists' Club décerne des prix à Parry pour les chansons suivantes : The Inchcape Bell, The Flying Dutchman, A Heart to let, Sweet Mary mine, The Gipsy's Tambourine Song, Nant Gwynnant, You know, Constancy, Fair Daphne et The Days of Yore. Quelques-unes de ses chansons sont arrangées en quadrilles par L. Negri en 1842 et le Buffa Quadrilles de L. G. Jullien en 1844 sont également composés à partir d'airs de ses mélodies vocales.

## Pour approfondir